# NGC 6100
NGC 6100 (również PGC 57706 lub UGC 10307) – galaktyka spiralna (S0-a), znajdująca się w gwiazdozbiorze Węża. Odkrył ją Lewis A. Swift 3 lipca 1886 roku.